# Marie Louise Martin
Marie Louise Martin (* 12. Februar 1912 in Luzern; † 7. Juni 1990 ebenda; heimatberechtigt ebenda und in Zürich) war eine Schweizer Theologin und Autorin. Sie war als Missionarin in Südafrika und im Kongo tätig.

## Leben
Marie Louise Martin war die Tochter des Tapetenhändlers Fritz Martin und der Bertha, geborene Syfrig. Sie studierte von 1932 bis 1937 Evangelische Theologie an den Universitäten Bern, Basel und Edinburgh. Nachdem sie 1938 in Basel ordiniert wurde, arbeitete sie als Pfarrhelferin in Locarno. Sie war ledig.
Im Auftrag der Schweizerischen Südafrika-Mission unterrichtete Martin seit 1945 in Nord-Transvaal. Von 1957 bis 1969 lehrte sie an der Theologischen Fakultät in Morija, heute Lesotho. Zwischenzeitlich wurde sie 1962 an der Universität von Südafrika in Pretoria promoviert. Im Auftrag der Mission der Herrnhuter Brüdergemeine baute Martin von 1969 bis 1990 die Höhere Theologische Schule (École de Théologie) für Kimbanguisten in Lutendele-Kinshasa auf. Sie verfasste mehrere Bücher über den Messianismus in Afrika und die Kimbanguistenkirche, die in mehreren Sprachen erschienen. Martin war eine entschiedene Gegnerin der Apartheid.

## Schriften
- The Biblical concept of Messianism and Messianism in Southern Africa. (Dissertation) Morija 1964.
- mit Willy Béguin: Découverte du Kimbanguisme. 1969; Châtenay-Malabry, 2013.
- Prophetic Christianity in the Congo. The Church of Christ on Earth through the prophet Simon Kimbangu. Johannesburg 1970.
- Kirche ohne Weisse: Simon Kimbangu und seine Millionenkirche im Kongo. F. Reinhardt, Basel 1971, ISBN 3-7245-0010-7 (formal falsch).
- Kimbangu. An African prophet and his church. Blackwell, Oxford 1975; Eerdmans, Grand Rapids 1976, ISBN 0-631-16030-2.

## Belege
1. ↑  Friedmann Eissler, Kai Funkschmidt, Michael Utsch (Hrsg.): Schule der Unterscheidung: Reformatorischer Glaube und religiös-weltanschauliche Vielfalt. Evangelische Verlagsanstalt, Leipzig 2018, S. 221.

| Personendaten    | Personendaten                       |
| ---------------- | ----------------------------------- |
| NAME             | Martin, Marie Louise                |
| KURZBESCHREIBUNG | Schweizer Theologin und Missionarin |
| GEBURTSDATUM     | 12. Februar 1912                    |
| GEBURTSORT       | Luzern, Schweiz                     |
| STERBEDATUM      | 7. Juni 1990                        |
| STERBEORT        | Luzern, Schweiz                     |